# Tobias Faber sen.
Tobias Faber (* in Altenberg; † 1633 in Altenburg) war ein deutscher Mediziner und Stadtarzt in Altenburg. Er ist bekannt für seine Beiträge zur medizinischen Literatur und seine Rolle als medizinischer Berater August von Sachsen.

## Leben und Beruf
Tobias Faber immatrikulierte sich 1568 an der Universität Leipzig und erlangte dort 1569 den Grad eines Bakkalars. Im Jahr 1575 widmete er seinem Lehrer, dem Mediziner Simon Simonius, ein Gedicht anlässlich einer seiner medizinischen Schriften. Seine medizinische Disputation hielt er am 7. Juli 1580 in Basel, wo er am 2. August 1580 auch promovierte. 1585 trug er ein Kapitel über das Fieber zu einem von Simonius in Krakau herausgegebenen Buch bei.
Faber könnte zeitweise als Sekretär von Simonius tätig gewesen sein. Ab spätestens 1594 war er als medizinischer Berater für Prinz August tätig und beurteilte medizinische Gutachten anderer Ärzte. Eine formelle Bestallung als Leibarzt konnte jedoch bisher nicht nachgewiesen werden.
Tobias Faber starb im Jahr 1633 in Altenburg, nachdem er von Soldaten gefoltert worden war.

## Familie und persönliches Leben
Am 19. Juni 1582 heiratete Tobias Faber Ester Oswald in der Chemnitzer Jacobi-Kirche. Ester war die Tochter des Chemnitzer Amtsschössers Wenzel Oswald und Regina v. Born. Sie wurde am 22. November 1632 in Altenburg begraben. Das Ehepaar hatte einen Sohn, Tobias Faber, der 1623 als Hofarzt und Leibarzt in Altenburg wirkte.